# Spa

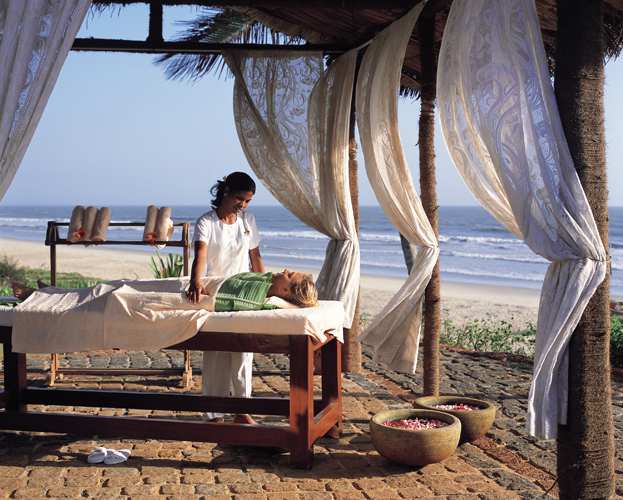
印度的一家spa療館

Spa是一種放鬆保養療法，中文中也稱水療，然而比較偏向專業美容結合休閒而沒有醫學上的治療意義，因此和某些燒燙傷患者在醫院接受的水療並不同。
spa是指利用水资源结合沐浴、按摩、塗抹保養品和香熏来促进新陈代谢，满足人体视觉、味觉、触觉、嗅觉和思考达到一种身心畅快的享受。目前spa業界的说法认为，spa是由专业美疗师、水、光线、芳香精油、音乐等多个元素组合而成的舒缓减压方式，能帮助人达到身、心、灵的健美，所以高級的spa館通常都設在風景宜人的度假村，以尋求安寧的環境和清新空氣，而考慮到經營模式所以都和大飯店為複合方式並存，成為休假旅行的活動行程之一以吸引顧客。
spa这种休闲美容方式的历史很久远。在15世纪欧洲的比利时有一个被称之为斯帕的小山谷，山谷中有一个富含矿物质的热温泉旅游、疗养区，当时有许多贵族到这里来度假疗养这就是spa最初的形式。18世纪后开始在欧洲贵族中风行開來，成为贵族们休闲度假、强身健体的首选，20世纪末在欧美民間社會又重新掀起了spa热潮，并于21世纪初传入亞洲各國。